# Сан Карло але Куатро Фонтане
„Сан Карло але Куатро Фонтане“ (на италиански: San Carlo alle Quattro Fontane, също San Carlino, букв. „Църква на св. Карл при четирите фонтана“) е католическа църква в Рим, Италия, построена по проект на един от най-екстравагантните представители на бароковото изкуство – Франческо Боромини (1599-1667).

## Локация
Църквата е разположена на мястото, където се пресичат 2 улици- Via Quirinale и Via delle Quattro Fontane.

## История
Построена е по проект на Боромини в периода 1638 – 1641 г. Осветена е в чест на канонизирания милански кардинал и реформатор Карло Боромео, а също и на Пресветата Троица. През 1999 г. църквата е основна реставрирана.

## Фасада
По ъглите на църквата са разположени четири скулптурни групи с фонтани, оттам и названието – але Куатро Фонтане. На фасадата фигури на ангели поддържат голям овал с изображение на герба.

## Екстериор
Архитектураният план на Сан Карло але Куатро Фонтане се състои от два равнобедрени триъгълника, съединяващи се в ромб. В него са разположени два кръга, които са допълнени от дъги и заедно се образува елипса. В неголямото вътрешното помещение има 16 колони. Вътрешното пространство е изпълнено в бял цвят.